# The Odd One Dies
Pour plus de détails, voir Fiche technique et Distribution.
The Odd One Dies (两个只能活一个, Liang ge zhi neng huo yi ge) est un film hongkongais réalisé par Patrick Yau, sorti en 1997.

## Synopsis
Mo est engagé pour tuer un thaïlandais durant la semaine qui vient. 

## Fiche technique
- Titre : The Odd One Dies
- Titre original : 两个只能活一个 (Liang ge zhi neng huo yi ge)
- Réalisation : Patrick Yau
- Scénario : Wai Ka-fai
- Société de production : Milkyway Image
- Pays d'origine : Hong Kong
- Format : Couleurs - 1,85:1 - Mono - 35 mm
- Genre : Drame, Thriller
- Durée : 89 minutes
- Date de sortie : 
  -  Hong Kong : 10 mai 1997

## Distribution
- Takeshi Kaneshiro : Mo
- Lam Suet : Mah jong heavy
- Woo Nin Byun
- Carman Lee : la fille